# Auguste Lamblin
Auguste Lamblin, né le 3 septembre 1870 à Besançon et mort le 8 avril 1946 à Paris,  est un administrateur colonial français.

## Biographie
Après une première carrière dans la Marine, il intègre l'administration coloniale en Côte d'Ivoire (1896), puis au Gabon en 1910. En poste à Bangui à partir de janvier 1914, comme secrétaire général du Gouverneur. Il devient Gouverneur intérimaire à partir 1917, puis Gouverneur de l'Oubangui-Chari en 1919, il occupera le poste pendant une période de douze ans, entrecoupée de séjours en France, jusqu’en octobre 1929. 
Il est reconnu pour avoir établi un important réseau routier: en 1920, la colonie compte 4 000 km de routes. Ainsi, les premières automobiles et pistes soulagent la population de la terrible corvée du portage juste avant que ne se déclenche un  krach mondial des cours du caoutchouc. Par ailleurs, il contribue à l’implantation des cultures industrielles de café, coton et caoutchoutier de céara, dans le but de diversifier les ressources.